# Hiérothée Ier d'Antioche
Pour les articles homonymes, voir Hiérothée.
Hiérothée Ier (né en 1800 - mort le 25 mars 1885) fut patriarche orthodoxe d'Antioche et de tout l'Orient du 21 octobre 1850 au 28 mars 1885.